# Puncak Mandala
Puncak Mandala, antes conhecido como Pico Juliana é uma montanha situada na Indonésia, sendo parte das montanhas Jayawijaya. Segundo alguns autores é a segunda montanha mais alta da ilha de Nova Guiné (e de toda a Oceania) com 4760 m de altitude, logo a seguir ao Puncak Jaya, com 4884 m, do qual dista cerca de 350 km. Dados SRTM indicam que o Puncak Mandala será mais alto do que o Puncak Trikora, que surge frequentemente como segundo ponto mais alto da Oceania, Nova Guiné e Indonésia.